# خوسيه مانويل بينتو
خوسيه مانويل بينتو (بالإسبانية: José Manuel Pinto Colorado)، ولد في 15 نوفمبر عام 1975 في مدينة بويرتو دي سانتا ماريا (قادش). انضم إلى نادي الترسانة

## تاريخه الرياضي

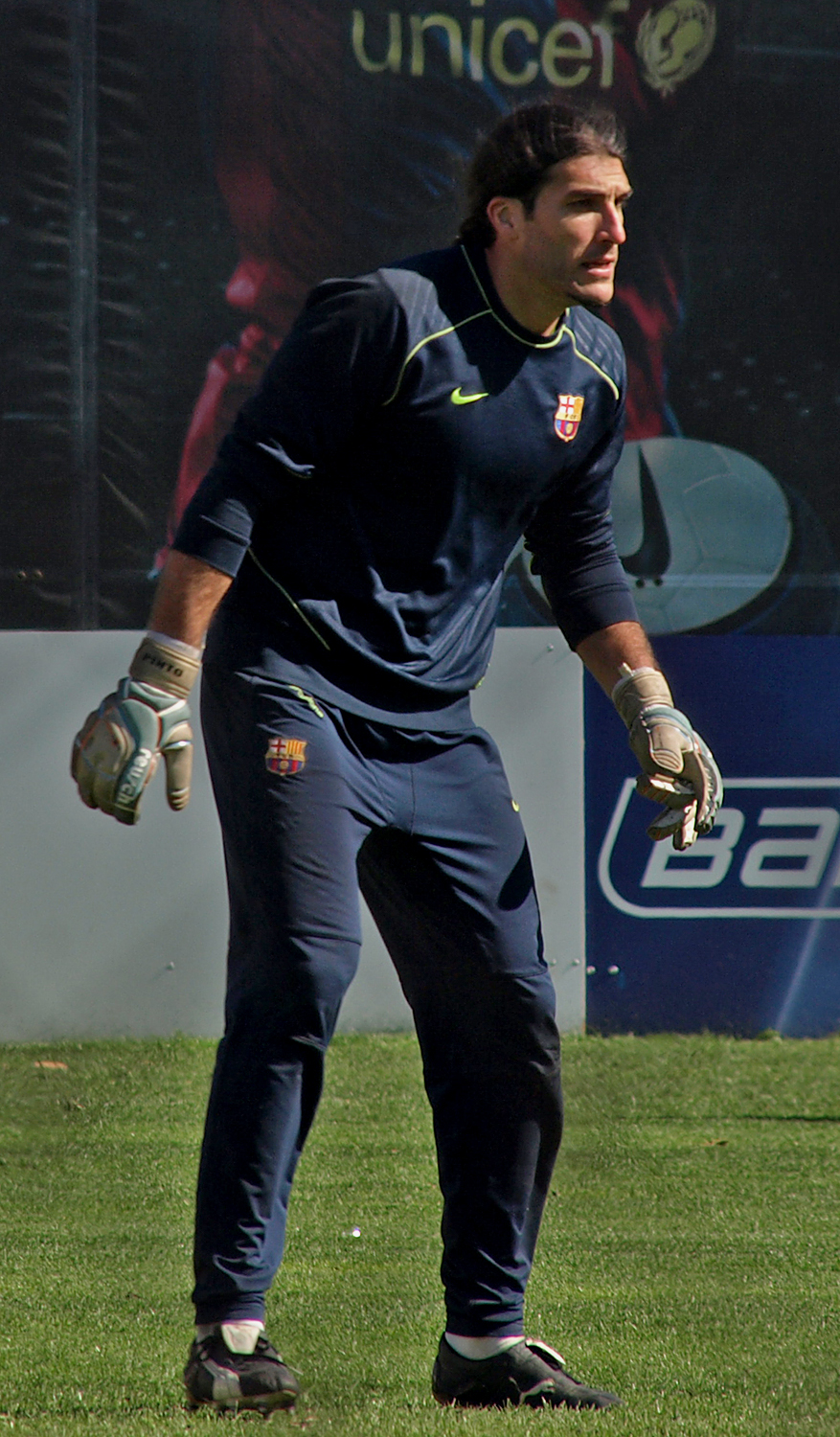
بينتو في تدريبات برشلونة

بدأ بينتو مسيرته الاحترافية في أندلسية مع الفريق الثاني لنادي ريال بيتيس، وعقب موسم واحد تم تصعيده للفريق الأول. وشارك في أول مباراة رسمية في الليجا في موسم 1997-1998. في الموسم التالي، وافق بينتو على الانتقال لنادي سلتا فيغو ليبقى معه 10 مواسم قبل أن ينضم للكامب نو. فضل بينتو الانتقال لسلتا فيغو بعد أن تم استبداله في بيتيس بالحارس توني براتس. وقد وجد بينتو في سلتا الاستقرار حيث كافئه النادي بمنحه شارة الكابتن.
لعب بينتو بقميص سلتا فيغو 126 مباراة في الليجا، منها 56 في دوري الدرجة الأولى، بالإضافة إلى مشاركته في بطولتي كأس الاتحاد الأوروبي ودوري أبطال أوروبا، حيث كان قد ساعد الفريق في التأهل لدوري الأبطال موسم 2003/04. حصل بينتو على جائزة زامورا لأحسن حارس في الليجا لموسم 2005-2006. وفي العام الذي حصل فيه على الجائزة، لم يتلق مرمى بينتو سوى 28 هدفا فقط خلال 37 مباراة، بمعدل 0.75 هدف في المباراة الواحدة، بل وساعد فريقه في احتلال المركز السادس والتأهل لكأس الاتحاد الأوروبي. وخلال 2013 دخل بينتو في تاريخ نادي برشلونة بعدما أصبح أكبر لاعب سنا يشارك في مباراة بالبطولة الإسباني مع الفريق الكتالوني  وقد حصل فيكتور فالديز على جائزة زامورا لأحسن حارس في موسم2004-2005.

## الصفات
يعد بينتو من الحراس الأقوياء، حيث يبلغ طوله 1.86 سم، ويزن 82 كيلوجرام. ويتميز بينتو بطوله ورشاقته مما يمكنه من التألق في ألعاب الهواء، بالإضافة إلى سرعة رد الفعل والتوقع التي تبدر منه في الأوقات المناسبة، وهو الأمر الذي يجعل من الصعب إحراز الأهداف فيه سواء بالتسديد من مسافة قريبة أو بعيدة.

## الألقاب

### سيلتا فيغو
- كأس إنترتوتو (مرة واحدة): 2000

### برشلونة

#### محلية
- الدوري الإسباني (4 مرات): 2008–09, 2009–10, 2010–11, 2012–13
- كأس ملك إسبانيا:
  - البطل (مرتين): 2008–09, 2011–12
  - الوصيف (مرتين): 2010–11, 2013–14
- كأس السوبر الإسباني: 2011
  - البطل (4 مرات): 2009, 2010, 2011, 2013
  - الوصيف (مرة واحدة): 2012

#### قارية
- دوري أبطال أوروبا (مرتين): 2008–09, 2010–11
- كأس السوبر الاوربي (مرتين): 2009, 2011
- كأس العالم للأندية (مرتين): 2009, 2011

### الجوائز الفردية
- جائزة زامورا لأحسن حارس في الليجا موسم 2005/06.

## روابط خارجية
- خوسيه مانويل بينتو على موقع ميوزك برينز (الإنجليزية)
- خوسيه مانويل بينتو على موقع الاتحاد الأوربي (الإنجليزية)
- خوسيه مانويل بينتو على موقع قاعدة بيانات كرة القدم.إي يو (الإنجليزية)
- خوسيه مانويل بينتو على موقع Soccerway.com (الإنجليزية)
- خوسيه مانويل بينتو على موقع عالم كرة القدم.نت (الإنجليزية)
- خوسيه مانويل بينتو على موقع AS.com (الإسبانية)